# Маккриди, Эдди
Э́двард Грэм «Эдди» Маккри́ди (англ. Edward Graham "Eddie" McCreadie; родился 15 апреля 1940 года, в Глазго, Шотландия) — шотландский футболист и футбольный тренер.
Выступал за футбольные клубы «Ист Стерлингшир», «Челси», «Мемфис Рогс» и сборную Шотландии. Является десятым рекордсменом «Челси» по количеству матчей проведенных за клуб — 410 матчей.

## Клубная карьера
Маккриди начал свою футбольную карьеру в любительском шотландском клубе «Драмчапел», вскоре он перешёл в академию «Клайдбанка», а затем в «Ист Стерлингшир». После отказа перехода в «Фулхэм», он был подписан «Челси» в 1962 году, бывшим на тот момент времени главным тренером Томми Дохерти за 5 тыс. фунтов. Дохерти собирал новую команду для выхода в Первый дивизион. Цель была выполнена, «Челси» вернулся в элиту, а Маккриди стал неотъемлемой частью обороны команды на будущие десять лет. Талантливый атакующий защитник, Маккриди был олицетворением «Челси» 1960-х и 1970-х годов, также как и его товарищи по клубу, такие как Рон Харрис, Бобби Тэмблинг, Питер Осгуд и Чарли Кук. Хотя Эдди и забил за всю свою карьеру пять мячей, но один его гол стал очень важным. В финале Кубка Футбольной лиги 1965 года он провел мяч в ворота «Лестер Сити», которые защищал Гордон Бэнкс. Первый матч завершился победой 3:2, а ответный матч был сыгран вничью 0:0, так что гол Маккриди сыграл решающую роль в победе. После ряда взлётов и падений в кубковых турнирах, в том числе поражение в 1967 году в финале Кубка Англии. Маккриди выиграл с «Челси» Кубок Англии в 1970 году. В финале против «Лидс Юнайтед» Маккриди принял непосредственное участие в голевой атаке. Его голевая передача на Дэвида Уэбба в переигровке финала позволила победить со счётом 2:1. В следующем сезоне «Челси» выиграл Кубок обладателей кубков УЕФА, но Маккриди был вынужден из-за травмы пропустить финал в Афинах.

## Тренерская карьера
После завершения карьеры в 1973 году, Маккриди вошёл в тренерский штаб «Челси». В апреле 1975 года он был назначен главным тренером клуба, но на данном этапе команда была в упадке, а клуб имел огромный долг, и он не мог предотвратить вылета во Второй дивизион. Тем не менее, Маккриди смог выстроить новую команду. Первым делом он забрал капитанскую повязку у Харриса и отдал 18-и летнему Рэю Уилкинсу. В ситуации отсутствия денег и невозможности покупать новых футболистов, он собрал команду из молодых игроков и оставшихся ветеранов клуба периода его расцвета. Под его руководством «Челси» вновь вернулся в Первый дивизион в 1977 году. Он потерял свою работу в несколько странных обстоятельствах. Вернув клуб обратно в элиту он поспросил президента клуба Брайана Мирса о получении автомобиля в качестве призовых, но получил отказ и подал в отставку. Затем Мирс смягчился и предложил ему автомобиль, но его шотландское чувство гордости не позволило ему вернуться обратно. Вскоре Маккриди уехал в Североамериканскую футбольную лигу, а в конце 1970-х годов был назначен главным тренером «Мемфис Рогс», с которой он сыграл одну игру в 1979 году, позже он тренировал «Кливленд Форс». В 1985 году он окончательно ушёл из футбола, и остался жить в США.

## Международная карьера
Маккриди провёл за сборную Шотландии 23 матча. Дебютировал 10 апреля 1965 года против сборной Англии на Домашнем чемпионате Великобритании. 15 апреля 1967 года он сыграл в знаменитом матче против сборной Англии, в котором шотландцы обыграли действующего чемпиона мира со счётом 3:2 на «Уэмбли» и объявили себя новыми неофициальными чемпионами мира.

## Статистика выступлений

### Клубная статистика
| Выступление      | Выступление      | Выступление      | Лига | Лига | Кубок страны | Кубок страны | Кубок лиги | Кубок лиги | Еврокубки | Еврокубки | Итого | Итого |
| Клуб             | Лига             | Сезон            | Игры | Голы | Игры         | Голы         | Игры       | Голы       | Игры      | Голы      | Игры  | Голы  |
| ---------------- | ---------------- | ---------------- | ---- | ---- | ------------ | ------------ | ---------- | ---------- | --------- | --------- | ----- | ----- |
| Челси            | Второй дивизион  | 1962/63          | 32   | 0    | 2            | 0            | 0          | 0          | 0         | 0         | 34    | 0     |
| Челси            | Первый дивизион  | 1963/64          | 35   | 1    | 3            | 0            | 1          | 0          | 0         | 0         | 39    | 1     |
| Челси            | Первый дивизион  | 1964/65          | 34   | 1    | 2            | 0            | 5          | 1          | 0         | 0         | 41    | 2     |
| Челси            | Первый дивизион  | 1965/66          | 30   | 0    | 5            | 0            | 0          | 0          | 9         | 0         | 44    | 0     |
| Челси            | Первый дивизион  | 1966/67          | 38   | 1    | 7            | 0            | 2          | 0          | 0         | 0         | 47    | 1     |
| Челси            | Первый дивизион  | 1967/68          | 36   | 0    | 5            | 0            | 1          | 0          | 0         | 0         | 42    | 0     |
| Челси            | Первый дивизион  | 1968/69          | 38   | 0    | 5            | 0            | 3          | 0          | 4         | 0         | 50    | 0     |
| Челси            | Первый дивизион  | 1969/70          | 30   | 0    | 8            | 0            | 2          | 0          | 0         | 0         | 40    | 0     |
| Челси            | Первый дивизион  | 1970/71          | 14   | 0    | 0            | 0            | 0          | 0          | 2         | 0         | 16    | 0     |
| Челси            | Первый дивизион  | 1971/72          | 7    | 0    | 1            | 0            | 2          | 0          | 1         | 0         | 11    | 0     |
| Челси            | Первый дивизион  | 1972/73          | 31   | 1    | 3            | 0            | 6          | 0          | 0         | 0         | 40    | 1     |
| Челси            | Первый дивизион  | 1973/74          | 6    | 0    | 0            | 0            | 0          | 0          | 0         | 0         | 6     | 0     |
| Челси            | Итого            | Итого            | 331  | 4    | 41           | 0            | 22         | 1          | 16        | 0         | 410   | 5     |
| Всего за карьеру | Всего за карьеру | Всего за карьеру | 331  | 4    | 41           | 0            | 22         | 1          | 16        | 0         | 410   | 5     |

### Международная статистика
| Сборная          | Сезон            | Товарищеские | Товарищеские | Турниры | Турниры | Всего | Всего |
| Сборная          | Сезон            | Игры         | Голы         | Игры    | Голы    | Игры  | Голы  |
| ---------------- | ---------------- | ------------ | ------------ | ------- | ------- | ----- | ----- |
| Шотландия        | 1965             | 1            | 0            | 7       | 0       | 8     | 0     |
| Шотландия        | 1966             | 1            | 0            | 0       | 0       | 1     | 0     |
| Шотландия        | 1967             | 1            | 0            | 3       | 0       | 4     | 0     |
| Шотландия        | 1968             | 2            | 0            | 3       | 0       | 5     | 0     |
| Шотландия        | 1969             | 0            | 0            | 5       | 0       | 5     | 0     |
| Всего за карьеру | Всего за карьеру | 5            | 0            | 18      | 0       | 23    | 0     |

### Матчи и голы за сборную
Статистика игрока.
| №  | Дата            | Оппонент          | Счёт | Голы Маккриди | Соревнование                      |
| 1  | 10 апреля 1965  | Англия            | 2:2  | —             | Домашний чемпионат Великобритании |
| 2  | 2 октября 1965  | Северная Ирландия | 2:3  | —             | Домашний чемпионат Великобритании |
| 3  | 24 ноября 1965  | Уэльс             | 4:1  | —             | Домашний чемпионат Великобритании |
| 4  | 23 мая 1965     | Польша            | 1:1  | —             | Отборочные матчи ЧМ-1966          |
| 5  | 27 мая 1965     | Финляндия         | 2:1  | —             | Отборочные матчи ЧМ-1966          |
| 6  | 13 октября 1965 | Польша            | 1:2  | —             | Отборочные матчи ЧМ-1966          |
| 7  | 7 декабря 1965  | Италия            | 0:3  | —             | Отборочные матчи ЧМ-1966          |
| 8  | 8 мая 1965      | Испания           | 0:0  | —             | Товарищеский матч                 |
| 9  | 18 июня 1966    | Португалия        | 0:1  | —             | Товарищеский матч                 |
| 10 | 15 апреля 1967  | Англия            | 3:2  | —             | Отборочные матчи ЧЕ-1968          |
| 11 | 10 мая 1967     | СССР              | 0:2  | —             | Товарищеский матч                 |
| 12 | 21 октября 1967 | Северная Ирландия | 0:1  | —             | Отборочные матчи ЧЕ-1968          |
| 13 | 22 ноября 1967  | Уэльс             | 3:2  | —             | Отборочные матчи ЧЕ-1968          |
| 14 | 24 февраля 1968 | Англия            | 1:1  | —             | Отборочные матчи ЧЕ-1968          |
| 15 | 30 мая 1968     | Нидерланды        | 0:0  | —             | Товарищеский матч                 |
| 16 | 16 октября 1968 | Дания             | 1:0  | —             | Товарищеский матч                 |
| 17 | 6 ноября 1968   | Австралия         | 2:1  | —             | Отборочные матчи ЧМ-1970          |
| 18 | 11 декабря 1968 | Кипр              | 5:0  | —             | Отборочные матчи ЧМ-1970          |
| 19 | 16 апреля 1969  | ФРГ               | 1:1  | —             | Отборочные матчи ЧМ-1970          |
| 20 | 3 мая 1969      | Уэльс             | 5:3  | —             | Домашний чемпионат Великобритании |
| 21 | 6 мая 1969      | Северная Ирландия | 1:1  | —             | Домашний чемпионат Великобритании |
| 22 | 10 мая 1969     | Англия            | 1:4  | —             | Домашний чемпионат Великобритании |
| 23 | 17 мая 1969     | Кипр              | 8:0  | —             | Отборочные матчи ЧМ-1970          |

Итого: 23 матча / 0 голов; 9 побед, 7 ничьих, 7 поражений.

### Тренерская статистика
| Команда | Страна      | Начало работы  | Окончание работы | Результаты | Результаты | Результаты | Результаты | Результаты | Результаты | Результаты | Результаты |
| Команда | Страна      | Начало работы  | Окончание работы | И          | В          | Н          | П          | ГЗ         | ГП         | РГ         | П %        |
| ------- | ----------- | -------------- | ---------------- | ---------- | ---------- | ---------- | ---------- | ---------- | ---------- | ---------- | ---------- |
| Челси   | Флаг Англии | 16 апреля 1975 | 1 июля 1977      | 99         | 37         | 33         | 29         | 141        | 127        | +14        | 37.37      |
| Всего   | Всего       | Всего          | Всего            | 99         | 37         | 33         | 29         | 141        | 127        | +14        | 37.37      |

## Достижения
«Челси»
- Обладатель Кубка Англии (1): 1970
- Обладатель Кубка Футбольной лиги (1): 1965
- Обладатель Кубка обладателей кубков УЕФА (1): 1971
- Итого: 3 трофея

 Сборная Шотландии
- Чемпион Великобритании (1): 1966/67
- Итого: 1 трофей